# Coupe du Yémen de football
La Coupe du Yémen de football est créée en 1995. Elle se dispute chaque année entre clubs yéménites, à travers plusieurs tours à élimination directe. 

## Palmarès
| Saison      | Vainqueur                                            | Score                                                | Finaliste                                            |
| ----------- | ---------------------------------------------------- | ---------------------------------------------------- | ---------------------------------------------------- |
| 1995/96     | Al Ahli Hudaydah                                     | 1-0                                                  | Al Sha'ab Hadramaut                                  |
| 1998        | Al Ittihad Ibb                                       | 1-0                                                  | Al Shula Aden                                        |
| 2000        | Al Sha'ab Hadramaut                                  | 0-0 (5 t.a.b à 4)                                    | Al Shula Aden                                        |
| 2001        | Al Ahli Sanaa                                        | 2-1                                                  | Al Tilal Aden                                        |
| 2001/02     | Al Sha'ab Ibb                                        | 4-0                                                  | Al Tadamun Shabwa                                    |
| 2002/03     | Al Sha'ab Ibb                                        | 2-1                                                  | Al Sha'ab Hadramaut                                  |
| 2003/04     | Al Ahli Sanaa                                        | 2-0                                                  | Al Sha'ab Ibb                                        |
| 2005        | Al Hilal Hudaydah                                    | 3-1                                                  | Al Rasheed Ta'izz                                    |
| 2006        | Al Sha'ab Hadramaut                                  | 2-1                                                  | Al Hilal Hudaydah                                    |
| 2007        | Al Tilal Aden                                        | 1-0                                                  | Al Hilal Hudaydah                                    |
| 2008        | Al Hilal Hudaydah                                    | 2-0                                                  | Al Sha'ab Hadramaut                                  |
| 2009        | Al Ahli Sanaa                                        | 0-0 (5 t.a.b. à 4)                                   | Al Tilal Aden                                        |
| 2010        | Al Tilal Aden                                        | 2-0                                                  | Shabab Al Baydaa                                     |
| 2011        | Non jouée                                            |                                                      |                                                      |
| 2012        | Al Ahli Ta'izz                                       | 2-0                                                  | Al Tali'aa Ta'izz                                    |
| 2013        | Non jouée                                            |                                                      |                                                      |
| 2014        | Al Saqr Ta'izz                                       | 5-1                                                  | Shabab Almansoorh                                    |
| Depuis 2015 | Coupe annulée en raison de la Guerre civile yéménite | Coupe annulée en raison de la Guerre civile yéménite | Coupe annulée en raison de la Guerre civile yéménite |